# Comuna Velîkîi Bobrîk, Krasnopillea
Velîkîi Bobrîk (în ucraineană Великий Бобрик) este o comună în raionul Krasnopillea, regiunea Sumî, Ucraina, formată din satele Iusupivka, Ivahnivka, Malîi Bobrîk și Velîkîi Bobrîk (reședința).

## Demografie
Componența lingvistică a comunei Velîkîi Bobrîk
     Ucraineană (95,25%)
     Rusă (4,03%)
     Alte limbi (0,73%)
Conform recensământului din 2001, majoritatea populației comunei Velîkîi Bobrîk era vorbitoare de ucraineană (95,25%), existând în minoritate și vorbitori de rusă (4,03%).